# أندريا باليريني
أندريا باليريني (بالإيطالية: Andrea Ballerini)‏ هو متسابق دراجات نارية إيطالي سابق. نافس في سباقات بطولة العالم لفئة 250 سي سي ولفئة 125 سي سي ولفئة 50 سي سي.

## روابط خارجية
- أندريا باليريني على موقع MotoGP.com (الإنجليزية)
- أندريا باليريني على موقع CONI honoured athlete website (الإيطالية)